# Taken for a Fool
"Taken for a Fool" é uma canção da banda americana The Strokes. É o segundo single do quarto álbum de estúdio da banda, Angles, e foi lançado em formato vinil e download digital em 1 de julho de 2011.

## Videoclipe
O vídeo foi dirigido por Laurent Briet e caiu na internet numa resolução não muito boa no dia 8 de julho de 2011. Mais tarde, no mesmo o dia, o vídeo estreou no canal VEVO oficial da banda, apesar de ser bloqueado no Brasil por algumas horas.
O vídeo traz uma performance do grupo em 360 graus com alguns efeitos especiais e o vocalista Julian Casablancas vestindo uma camiseta com a bandeira dos EUA.
Ao decorrer do video Julian finge enforcar o baterista Fabrizio Moretti e abraça o baixista Nikolai Fraiture.

## Faixas
1. "Taken for a Fool" - 3:25
2. "Taken for a Fool (Live From Madison Square Garden) (feat. Elvis Costello)" - 3:37